# Foaia legilor imperiale

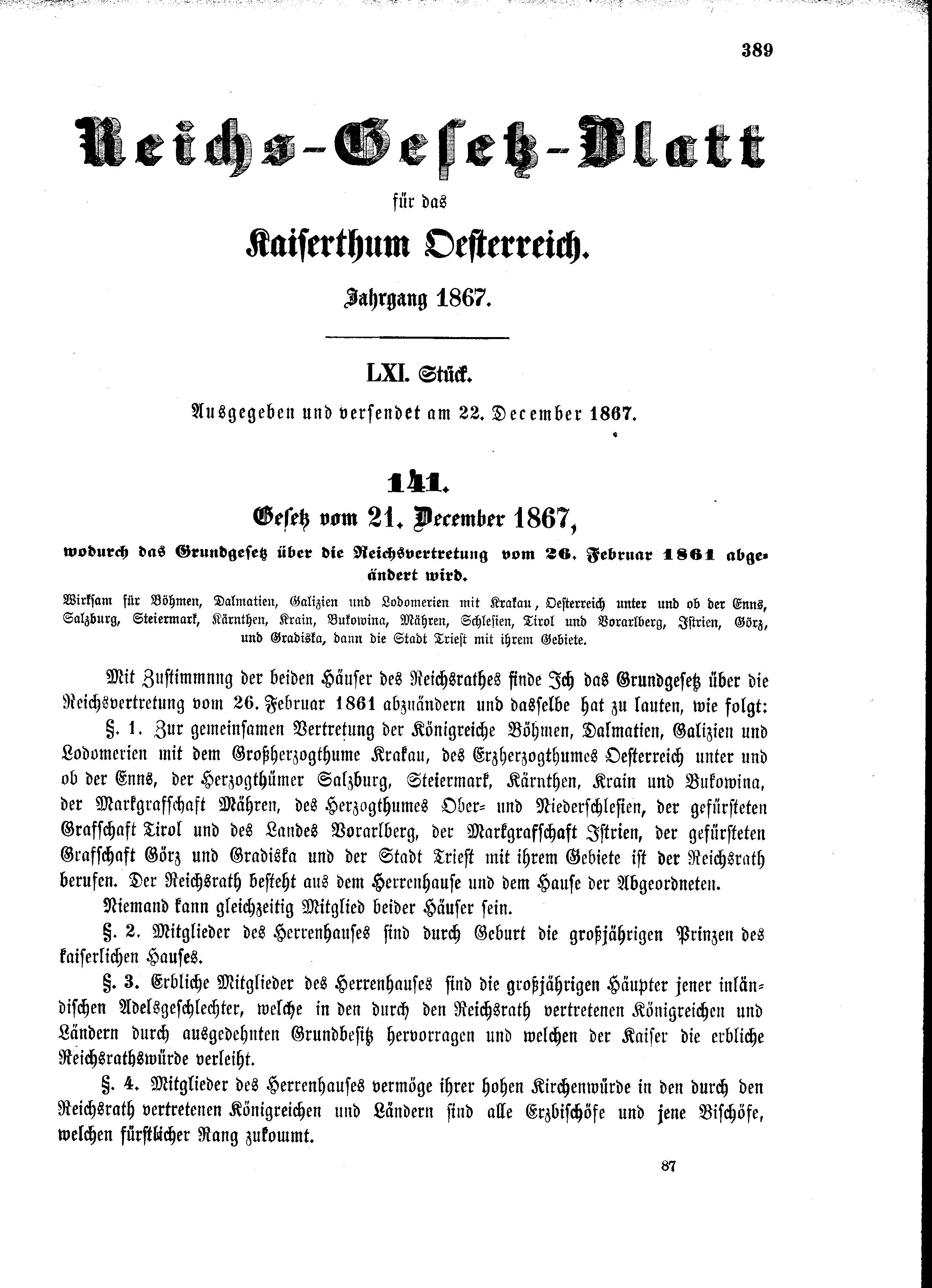
Reichs-Gesetz-Blatt für das Kaiserthum Österreich (Foaia legilor imperiale pentru Imperiul Austriac) din 22 decembrie 1867, care conține legile Constituției din decembrie

Foaia legilor imperiale (în germană Reichsgesetzblatt, prescurtat RGBl.) a fost din 1848 până în 1918 publicația oficială a Imperiului Austriac, respectiv doar a Cisleithaniei în perioada 1870-1918, în care se publicau patente, legi, ordonanțe și tratate internaționale. 
Foaia legilor imperiale apărea în limba germană și, mai ales începând cu 1870, în alte limbi regionale ale monarhiei austriece. Din 1853 până în 1869 a apărut doar în germană. Uneori au apărut în publicațiile oficiale regionale și traduceri în alte limbi.
Într-o ediție din 1890 s-a indicat că Foaia legilor imperiale apare „în limbile germană, italiană, cehă, poloneză, ruteană, slovenă, croată și română“.
- Ediția în italiană era intitulată Bolletino delle Leggi dell'Imperio.
- Ediția poloneză purta titlul Dziennik ustaw państwa.
- Zákonníg říšský era titlul ediției în cehă.
- Foaia legilor imperiale era titlul românesc.
- Državni zakonik era titlul sloven.
- List državnih zakona era titlul publicației în croată.
- Wistnik sakoniw dertschawnich este o transcripție a titlului ediției în ruteană (= ucraineană), care apărea în alfabet chirilic.
- Doar până în 1852 a existat ediția în maghiară Birodalmi törvény- és kormánylap.